# Viðar Örn Kjartansson
Viðar Örn Kjartansson, född 11 mars 1990 i Selfoss, är en isländsk fotbollsspelare (anfallare) som spelar för CSKA 1948.

## Karriär
Viðar Örn Kjartansson vann skytteligan i norska Tippeligaen 2014. Han skrev på för Malmö FF innan säsongen 2016, men såldes efter bara ett halvår i klubben. Han lämnade för en kostnad på närmare 4 miljoner euro, vilket gjorde honom till en av de tio dyraste allsvenska spelarförsäljningarna genom tiderna.
I mars 2019 lånades Kjartansson ut till Hammarby IF på ett låneavtal fram till sommaren 2019.
I juli 2019 lånades Kjartansson ut till FC Rubin Kazan på ett låneavtal ett år framåt. Den 27 januari 2020 lånades Kjartansson ut till turkiska Yeni Malatyaspor på ett låneavtal över resten av säsongen 2019/2020 samt med en option på förlängning över ytterligare en säsong. Den 28 augusti 2020 blev Kjartansson klar för en återkomst i Vålerenga.